# Ajbelj
Ajbelj este o localitate din comuna Kostel, Slovenia, cu o populație de 6 locuitori.